# NGC 6145
NGC 6145 é uma galáxia espiral (Sc) localizada na direcção da constelação de Hercules. Possui uma declinação de +40° 56' 47" e uma ascensão recta de 16 horas, 25 minutos e 02,4 segundos.
A galáxia NGC 6145 foi descoberta em 12 de Maio de 1828 por John Herschel.